# Chủ nghĩa thuần huyết Triều Tiên
Chủ nghĩa thuần huyết Triều Tiên hay Chủ nghĩa dân tộc sắc tộc Triều Tiên là một học thuyết ý thức hệ chính trị và một dạng xác nhận nhân chủng cũng như sắc tộc đang thịnh hành ở cả hai miền Bắc và Nam trên bán đảo Triều Tiên và là một phần của chủ nghĩa dân tộc Triều Tiên.

## Khái quát
Học thuyết này dựa trên nhiều quan niệm rằng người Hàn-Triều Tiên là một dân tộc, sắc tộc, chủng tộc thuần chủng có chung một huyết thống, đồng nhất và cũng là một nền văn hóa riêng biệt. Trọng tâm của nó là khái niệm Minjok (민족, 民族, dân tộc), một thuật ngữ từng được Đế quốc Nhật Bản đặt ra vào giai đoạn đầu của thời kỳ Minh Trị, dựa trên căn cứ của các ý niệm theo chủ nghĩa Darwin xã hội.

## Sự thay đổi
Người Triều Tiên ở cả hai miền Bắc-Nam (Đại Hàn Dân Quốc và Cộng hòa Dân chủ Nhân dân Triều Tiên) thường đề cao sự thuần chủng trong cộng đồng và chủ nghĩa dân tộc thuần huyết, tuy nhiên, trong tương lai gần, do những tác động của sự toàn cầu hoá, tư tưởng bảo thủ đó có thể sẽ không còn tồn tại nữa, đặc biệt là tại Hàn Quốc.